# 미에지역
미에지역(일본어: 美江寺駅)은 일본 기후현 미즈호시에 위치한 다루미 철도 다루미 선의 철도역이다. 단선 승강장 1면 1선의 구조를 갖춘 지상역이다.

## 역 주변
- 미즈호 시립 나카 소학교

## 역사
- 1956년 3월 20일 : 국철 다루미 선의 역으로서 개업.
- 1984년 10월 6일 : 다루미 철도로 전환.

## 인접 역
| 다루미 철도 다루미 선 | 다루미 철도 다루미 선 | 다루미 철도 다루미 선      |
| --------------------- | --------------------- | -------------------------- |
| 주쿠조 오가키 방면    | ■ 다루미 선           | 기타가타마쿠와 다루미 방면 |